# Football Manager 2013
A Football Manager 2013 (gyakori rövidítéseként Football Manager 13 vagy FM13) sport-szimulációs videójáték, melyet a Sports Interactive fejlesztett és a Sega jelentetett meg. A játék először 2012. november 2-án jelent meg, Windows és OS X platformokra. Ezután jelent meg a Football Manager Handheld 2013, 2012. november 30-án PlayStation Portable marokkonzolra, 2012. december 13-án iOS-re, illetve 2013. január 9-én Androidra.

## Bejelentés
A játékot hivatalosan 2012. szeptember 6-án jelentették be, a Sports Interactive YouTube-csatornáján egy sajtótájékoztatót parodizáló videóban. Megerősítették, hogy a játék több, mint 900 új funkcióval fog bővülni, köztük egy új játékmóddal is, a Football Manager Classickal. A bejelentés szerint a játékot még karácsony előtt megjelentetik. Szeptember 27-én, a Football Manager Facebook-oldalán bejelentették, hogy a játék november 2-án, éjfélkor fog megjelenni.

## Béta
2012. október 16-án egy korlátozások nélkül játszható béta verziót tettek elérhetővé azoknak, akik előrendelték a játékot, akár digitális változatban (a Steamen), akár DVD-n (a megjelölt kereskedőknél). A béta verzióban elmentett játékok kompatibilisek a játék végleges változatával is.

## Demó
2012. október 26-án elérhetővé vált a játék demó verziója a Steamen. A játékosok 6 játékbeli hónapot játszhattak le vele, valamint – akárcsak a béta verzióban – folytathatták a mentéseiket a teljes játékban.

## Football Manager Classic
A Football Manager 13-ba Football Manager Classic néven egy gyorsabb játékmód is bekerült. Ebben a módban a játékosok rövidebb idő alatt teljesíthetnek egy szezont, mint a rendes játékmódban. Ugyanúgy része a háromdimenziós játékmotor, és a játékos-, valamint a személyzet-adatbázis, de egyszerűsíti a csapat menedzselését, lehetővé téve, hogy csak a kiválasztott területekre odafigyelve érhessünk el sikert. Ebben a játékmódban egy szezon körülbelül hét óra játékidővel teljesíthető.

## Kihívások
Egy másik módja a játéknak az úgynevezett kihívások. Ezek olyan előre beállított játékhelyzetek, amelyek segítségével a játékosok tesztelhetik menedzselési képességeiket, egy előre meghatározott időn át – általában ez az idő fél szezon. A kihívások a való életben is előforduló helyzeteket modelleznek le. Ilyenek lehetnek például, hogy a játékoskeret nagy része sérüléssel küzd, a pénzügyi mutatók negatívban vannak, vagy kiesőhelyen áll a csapat. A játékosok feladata egy előre meghatározott cél teljesítése, ami lehet például a bajnokság megnyerése, vagy a kiesés elkerülése.
A játékban eredetileg 5 kihívás található, de 2012. december 19-én újabb 2 kihívás vált letölthetővé a játék beépített boltjában.
Először a sorozat történetében, bekerült a játékba pár feloldható tartalom is. A játékosok ezeknek a segítségével például kikapcsolhatják a munkavállalási engedélyek szükségességét, több pénzt adhatnak az átigazolási keretükhöz, sőt, akár létrehozhatják a saját fiukat is a csapat utánpótlás-rendszerében.

## Játszható versenysorozatok
Az alábbi lista tartalmazza a játékban alapértelmezetten megtalálható versenysorozatokat, de a játék mellékleteként elérhető szerkesztőprogrammal a játékosoknak lehetősége van bármilyen alacsonyabb osztályú, vagy akár egy teljesen új bajnokságot is hozzáadni a játékhoz. Kezdetben összesen 51 nemzet és 117 bajnokság játszható.
| Nemzetközi klubsorozatok - FIFA-klubvilágbajnokság Válogatottak számára rendezett sorozatok - FIFA Labdarúgó-világbajnokság - FIFA Labdarúgó-világbajnokság selejtezők - Olimpiai játékok - Olimpiai játékok selejtező (Ázsia, Észak-Amerika, Óceánia, Dél-Amerika) - UEFA Európa-bajnokság - UEFA Európa-bajnokság selejtező - Afrikai nemzetek kupája - Afrikai nemzetek kupája selejtező - AFC Ázsia-kupa - AFC Ázsia-kupa selejtező - CONCACAF-aranykupa - Copa América - OFC-nemzetek kupája - FIFA U20-as világbajnokság - AFC U19-es bajnokság - AFC U19-es bajnokság selejtező - UEFA U21-es Európa-bajnokság - UEFA U21-es Európa-bajnokság selejtező - UEFA U19-es Európa-bajnokság - UEFA U19-es Európa-bajnokság selejtező - Dél-amerikai U20-as bajnokság - Nemzetek kupája (Celtic-kupa) - AFC-Kihívás kupa - AFC-Kihívás kupa selejtező - Karibi kupa - FIFA Konföderációs Kupa - CONCACAF U20-as bajnokság - Afrikai U20-as bajnokság - Afrikai U20-as bajnokság selejtező Afrika - CAF-bajnokok ligája - CAF-konföderációs kupa - CAF-szuperkupa - Dél-Afrika Ázsia és Óceánia - AFC-bajnokok ligája - AFC-kupa - AFC-elnök kupája - AFF-klubbajnokság - A3-bajnokok kupája - OFC-bajnokok ligája - A-League - Kína - Hongkong - India - Indonézia - Malajzia - Szingapúr - Dél-Korea Egyesült Királyság és Írország - Setanta-kupa - Anglia - Észak-Írország - Írország - Skócia - Wales | Skandinávia - Dánia - Norvégia - Svédország - Finnország Európa többi része - UEFA-bajnokok ligája - UEFA Európa-liga - UEFA-szuperkupa - Ausztria - Belgium - Bulgária - Csehország - Fehéroroszország - Franciaország - Görögország - Hollandia - Horvátország - Izland - Izrael - Lengyelország - Németország1 - Magyarország - Olaszország - Oroszország - Portugália - Románia - Spanyolország - Svájc - Szerbia - Szlovákia - Szlovénia - Törökország - Ukrajna Észak-Amerika - CONCACAF-bajnokok ligája - Kanadai bajnokság (a játékban Canada Champions Cup néven) - Szuperliga - Major League Soccer - Mexikó Dél-Amerika - Copa Libertadores - Copa Sudamericana - Recopa Sudamericana - Argentína - Brazília - Chile - Kolumbia - Peru - Uruguay |

1 – A német nemzeti válogatott nem része a játéknak, mivel az EA Sports és a Konami kizárólagos licenccel rendelkezik a saját játékaikhoz, a FIFA, valamint a Pro Evolution Soccer sorozathoz. A japán J-League és a japán nemzeti válogatott nem része a játéknak, mivel a Konami kizárólagos licenccel rendelkezik a Pro Evolution Soccer sorozathoz.

## Fogadtatás
A játék kedvező kritikai fogadtatásban részesült, a Metacritic gyűjtőoldalon a 86/100-as átlagpontszámával a sorozat addigi legjobban értékelt tagja lett.
A játékból 2013 májusáig az Egyesült Államokban és Európában összesen 940 000 példányt adtak el.